# Rolls-Royce Power Systems
Rolls-Royce Power Systems AG è il nome della società tedesca, con attività rappresentate da diversi marchi di costruzione motori, della Rolls-Royce Holdings.
La società fu dal 2006 al 2014, Tognum AG. Prima del 2006, la società principale - MTU Friedrichshafen GmbH - fece parte della DaimlerChrysler Powersystems Off-Highway.

## Storia
Tognum AG venne formata quando il private equity fund EQT IV acquisì nel 2005 diverse divisioni Off-Highway della DaimlerChrysler.
La società divenne pubblica il 2 luglio 2007, quotata al Prime Standard della Borsa di Francoforte. EQT trattenne una quota di minoranza del 22.3% fino ad aprile 2008, poi venduta alla Daimler AG.
Rolls-Royce Holdings e Daimler AG lanciarono un takeover per Tognum nel marzo 2011. Le due compagnie annunciarono il raggiungimento dell'operazione per €3.4 miliardi tender offer con il 94% della società Tognum. Così nacque Tognum come joint venture 50-50, con Rolls-Royce che fonde Bergen Marine motori diesel.
L'acquisizione terminò nel settembre 2011 e continuò a marchio Tognum AG fino al gennaio 2014, per poi essere rinominata Rolls-Royce Power Systems AG. Rolls-Royce Holdings dichiarò di voler acquisire le azioni in mano a Daimler AG. Daimler AG continuò a fornire motori a Rolls-Royce fino al 2025, con motori MTU derivati da Daimler AG.
Rolls-Royce pagò Daimler AG con circa £1.9 miliardi (€2.3 miliardi).

## MTU Onsite Energy
MTU Onsite Energy, marchio della Roll-Royce Power Systems, produce elettrogeneratori gas e diesel per emergenza.
MTU Onsite Energy Distributors
1. Pacific Power Group - "Pacific Power Group is now the distributor for MTU Onsite Energy in Alaska, Hawaii, Idaho, Washington and Oregon. The company also offers extended service throughout the Western U.S".[12] In January 2016, Pacific Power Group was awarded exclusive distributorship in Alaska, which had been previously shared with another distributor.[12]
2. Stewart & Stevenson Power Products [13]
3. Wajax Power Systems [13]
4. Collicutt Energy Services [13]
5. Antilles Power Depot [13]

MTU Onsite Energy Projects
- Oceanic Time Warner Cable Hawaii - Oceanic Time Warner currently uses MTU Onsite energy for its backup power and power generation systems.[14] Currently, Time Warner Cable has about 15 MTU Onsite Energy 50, 250, and 350 kW diesel gen-set and transfer switches for location on Oahu and the Big Island.[14]
- http://www.pacificpowergroup.com/inside-look-backup-power-daimlers-building[collegamento interrotto] - In 2014, Daimler Trucks started construction on a brand new 268,000 square-foot corporate headquarters in Portland, OR.[15] MTU Onsite Energy 600 kWe generators were installed as the back-up power system.[16]

## Motori marini

### Diesel
- Rolls-Royce Bergen B series
- Rolls-Royce Bergen C series
- Rolls-Royce Bergen K series
- SEMT Pielstic

### Motori a movimento alternativo
- Rolls-Royce Bergen B series
- Rolls-Royce Bergen K series